# Csonka Ferenc (irodalomtörténész)
Csonka Ferenc (Garamkövesd, 1916. április 2. – Budapest, 2000. február 13.) irodalomtörténész, műfordító, klasszika-filológus.

## Élete
Magyar Tudományos Akadémia Irodalomtudományi Intézetének reneszánsz osztályán volt külső munkatárs. Aranydiplomás kiváló tanár volt.

## Elismerései
- 1996 Tiszteletkötet 80. születésnapjára

## Művei
- 1944/1989 Hiador (Jámbor Pál). Budapest/ Paks
- 1971 Állítmányi jelző és értelmező a latin mondatban. Idegen Nyelvek Tanítása 1971/4, 115—126
- 1973 A Dózsa-forradalom első eposzának fordítása (Fordítói tévedések a Paraszti háborúban). Irodalomtörténeti Közlemények 1972, 653-680
- 1979 Christianus Schesaeus, Opera quae supersunt omnia. Budapest
- 1983 Újabb adatok Bocatius (?) egyik röpiratához. MKsz 1983, 171-181
- 1985 Bocatius János: Öt év börtönben (1606-1610). Budapest
- 1988 Miskolci Csulyak István ismeretlen levele sógorához, Váczi Gergelyhez. Acta Historiae Litterarum Hungaricarum 1988, 179-181
- 1989 A Bocatius-kutatás eredményei és problémái. Irodalomtörténeti Közlemények 1989, 126-135
- 1990 Joannes Bocatius kiadatlan versei. In: Collectanea Tiburtiana. Tanulmányok Klaniczay Tibor tiszteletére. Szeged, 241-251
- 1990-1992 Johannes Bocatius, Opera quae exstant omnia. Budapest
- 1994 A Campianus-fordítás. Irodalomtörténeti Közlemények 1994, 688-694
- 2007 Adalékok és észrevételek Zrínyi Miklós három epigrammájához. Irodalomismeret 2007/1, 15